# Liste der Pfarren im Dekanat Kirchberg
Das Dekanat Kirchberg ist ein Dekanat im Vikariat Unter dem Wienerwald der römisch-katholischen Erzdiözese Wien.

## Pfarren mit Kirchengebäuden und Kapellen
| Pfarre                | Seelsorgeraum      | Ink.                  | Seit               | Patrozinium                  | Kirchengebäude und Kapellen |                           |
| --------------------- | ------------------ | --------------------- | ------------------ | ---------------------------- | --- | ------------------------- |
| Bromberg              | Sankt Augustinus   | Reichersberg (CanReg) | um 1140            | St. Lambert                  | Pfarrkirche Bromberg Kapelle in Schlag, Kapelle in Oberschlatten, Filialkirche Bromberg beim Pfarrhof Bromberg                                                                              | Pfarrkirche Bromberg      |
| Edlitz                | Sankt Augustinus   | Reichersberg (CanReg) | 1192               | St. Vitus                    | Pfarrkirche Edlitz Filialkirche Grimmenstein, Ortskapelle Hochegg, Kapelle in Wiesfleck, Kapelle in Olbersdorf, Kapelle in Thomasberg, Kapelle in Hütten, Kapelle im Landesklinikum Hochegg | Pfarrkirche Edlitz        |
| Feistritz am Wechsel  | Feistritztal       |                       | vor 1300           | St. Ulrich                   | Pfarrkirche Feistritz am Wechsel Kapelle in der Burg Feistritz | Pfarrkirche Feistritz     |
| Haßbach               | Sankt Augustinus   |                       | um, 1300, neu 1784 | St. Martin                   | Pfarrkirche Haßbach Kapelle in Gramatl, Kapelle in Steyersberg | Pfarrkirche Haßbach       |
| Kirchau               | Sankt Augustinus   |                       | 1194               | St. Margareta                | Pfarrkirche Kirchau Kapelle in Kulm, Kapelle in Heißenhof, Hl. Maximilian Kolbe Kapelle | Pfarrkirche Kirchau       |
| Kirchberg am Wechsel  | Feistritztal       |                       | um 1200            | St. Jakob der Ältere         | Pfarrkirche Kirchberg am Wechsel Wolfgangskirche, Kalvarienberg, Kapelle in Lehen, Kapelle in Klaraheim, Kapelle im Gymnasium und Realgymnasium Sachsenbrunn                                | Pfarrkirche Kirchberg     |
| Mönichkirchen         | Wechsellandpfarren |                       | um 1210            | Mariä Namen                  | Pfarrkirche Mönichkirchen Kapelle im Borromäerinnen Erholungsheim Mönichkirchen | Pfarrkirche Mönichkirchen |
| Oberaspang            | Wechsellandpfarren |                       | 1951               | St. Florian                  | Pfarrkirche Oberaspang | Pfarrkirche Oberaspang    |
| Scheiblingkirchen     | Sankt Augustinus   | Reichersberg (CanReg) | 1784               | St. Magdalena und St. Rupert | Pfarrkirche Scheiblingkirchen Kapelle in Gleißenfeld, Kapelle in Petersbaumgarten, Kapelle in Witzelsberg, Kapelle im Landespensionisten- und -pflegeheim Scheiblingkirchen                 | Pfarrkirche Witzelsberg   |
| St. Corona am Wechsel | Feistritztal       |                       | 1943               | St. Corona                   | Pfarr- und Wallfahrtskirche St. Corona am Wechsel Kapelle in Unternberg, Kapelle Maria Namen                                                                                                | Pfarrkirche St. Corona    |
| Neuwald               | Wechsellandpfarren |                       | 1783               | St. Petrus                   | Pfarrkirche St. Peter am Neuwald Kapelle in Mariensee | Pfarrkirche St. Peter     |
| Thernberg             | Sankt Augustinus   | Reichersberg (CanReg) | 1783               | Unbefleckte Empfängnis Mariä | Pfarrkirche Thernberg Kapelle in Reitersberg, Kapelle in Stanghof | Pfarrkirche Thernberg     |
| Trattenbach           | Feistritztal       |                       | 1805               | Heiligste Dreifaltigkeit     | Pfarrkirche Trattenbach | Pfarrkirche Trattenbach   |
| Unteraspang           | Wechsellandpfarren |                       | um 1220            | St. Johannes der Täufer      | Pfarrkirche Unteraspang | Pfarrkirche Unteraspang   |

## Dekanat Kirchberg
Das Dekanat umfasst 14 Pfarren (2012) im südlichen Niederösterreich mit rund 15.000 Katholiken.
Diözesaner Entwicklungsprozess
Am 29. November 2015 wurden für alle Pfarren der Erzdiözese Wien Entwicklungsräume definiert. Die Pfarren sollen in den Entwicklungsräumen stärker zusammenarbeiten, Pfarrverbände oder Seelsorgeräume bilden. Am Ende des Prozesses sollen aus den Entwicklungsräumen neue Pfarren entstehen. Im Dekanat Kirchberg wurden folgende Entwicklungsräume festgelegt:
- Bromberg, Edlitz, Haßbach, Kirchau, Scheiblingkirchen und Thernberg
  - Subeinheit 1: Bromberg, Edlitz, Scheiblingkirchen und Thernberg
  - Subeinheit 2: Haßbach und Kirchau
- Feistritz am Wechsel, Kirchberg am Wechsel, St. Corona am Wechsel und Trattenbach
- Mönichkirchen, Oberaspang, St. Peter am Neuwald und Unteraspang

## Dechanten
- 2007–2014 Josef Grünwidl, Pfarrer von Kirchberg am Wechsel und Feistritz am Wechsel
- Dietmar Orglmeister, Pfarrer von Mönichkirchen